# Károly Seyler
Károly Seyler, auch Karl (* 7. August 1815 in Ofen; † 10. Dezember 1882 in Gran) war ein österreichischer Komponist und Regenschori.

## Leben
Ersten musikalischen Unterricht erhielt Seyler bei seinem Vater Joseph Anton Seyler. Ab 1834 studierte er in Wien bei Ignaz von Seyfried und komponierte bereits zu dieser Zeit Klavierwerke, Lieder und Kammermusik, aber auch die Messe zur Konsekration (1837) der unter Erzbischof Pyrker von Felső-Eör erbauten Domkirche von Erlau (Eger). Während des Studiums spielte er im Orchester des Kärntnertortheaters.
1841 folgte Seyler seinem Vater als Regenschori der Metropolitankirche in Gran und bekleidete diese Stelle über 40 Jahre bis zu seinem Tod 1882.

## Werke
Seyler schrieb eine große Anzahl geistlicher Werke, in denen er den reinen vokalen Stil – unter Vermeidung von Theatralik – beibehielt, u. a.
- 1849 Messe zur Installation des musikliebenden und auf kirchliche Festlichkeiten sehr bedachten Kardinalprimas János Scitovszky.
- 1856 Graduale, Offertorium, Antiphone und Te Deum zur Konsekration des Graner Domes, die im Rahmen der von Franz Liszt zu diesem Anlass komponierten und dirigierten „Missa solemnis“ („Graner Festmesse“) aufgeführt wurden.

Seine Kirchenwerke wurden vielfach auch außerhalb Ungarns aufgeführt, z. B. in Augsburg, Salzburg, Wien und Prag.
Seine Klavierwerke stehen unter dem Einfluss jener des seit 1841 in Budapest wirkenden Komponisten Robert Volkmann.